# Robert Peliza
Sir Robert John „Bob” Peliza (ur. 16 listopada 1920 na Gibraltarze, zm. 12 grudnia 2011 tamże) – gibraltarski polityk. Twórca i przewodniczący Partii Integracji z Wielką Brytanią, Szef ministrów Gibraltaru w latach 1969–1972. Spiker Parlamentu Gibraltaru w latach 1992–1996.